# Urochroa
Genre
Urochroa est un genre d'oiseaux de la famille des Trochilidae.

## Liste des espèces
Selon la classification de référence du Congrès ornithologique international (12 avril 2024) (ordre phylogénique) :
- Urochroa bougueri (Bourcier, 1851) – Colibri de Bouguer
- Urochroa leucura Lawrence, 1864 – Colibri à queue blanche

## Classification
Le nom valide complet (avec auteur) de ce taxon est Urochroa Gould, 1856.